# 旧山線

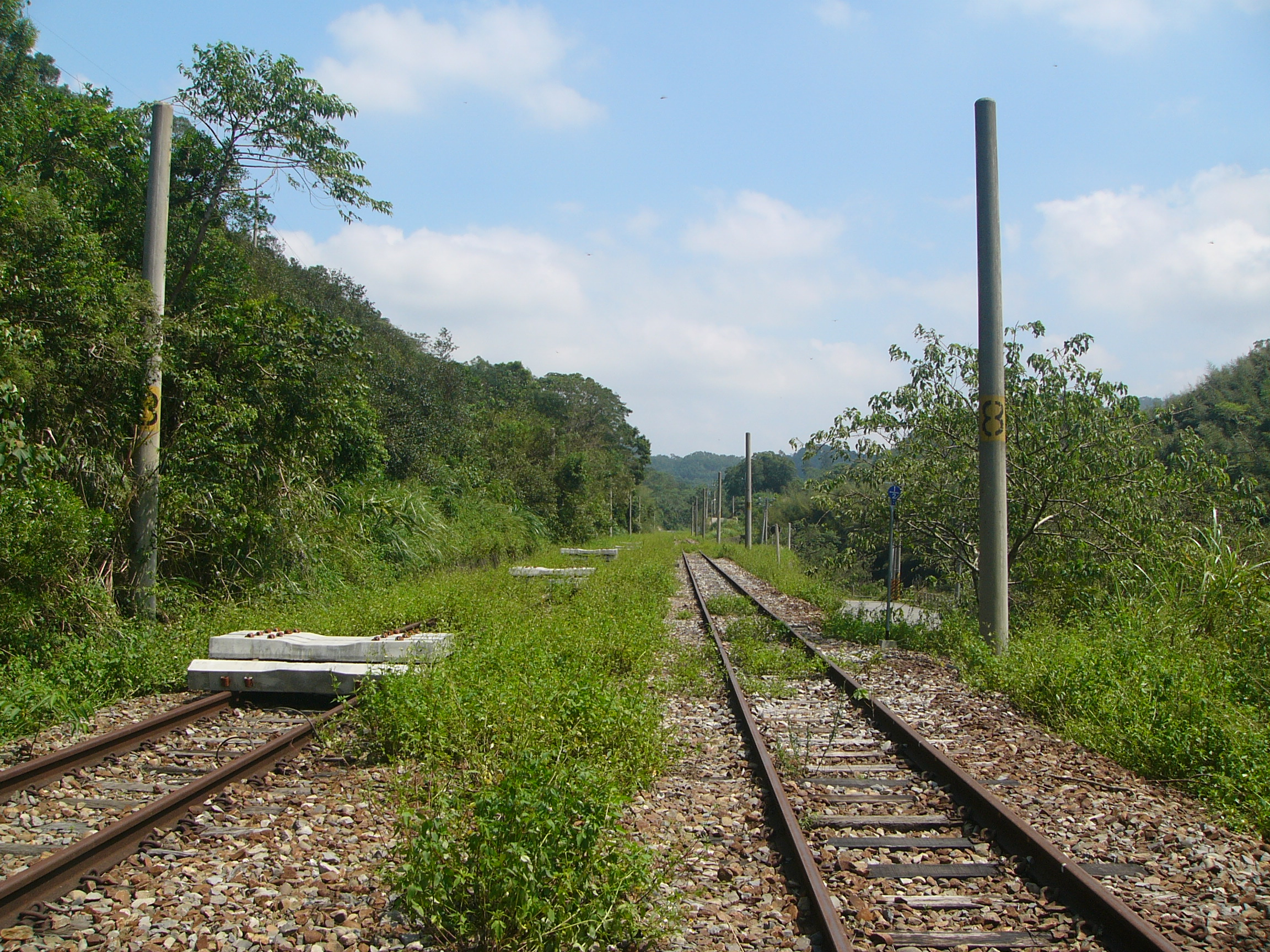
167信号場

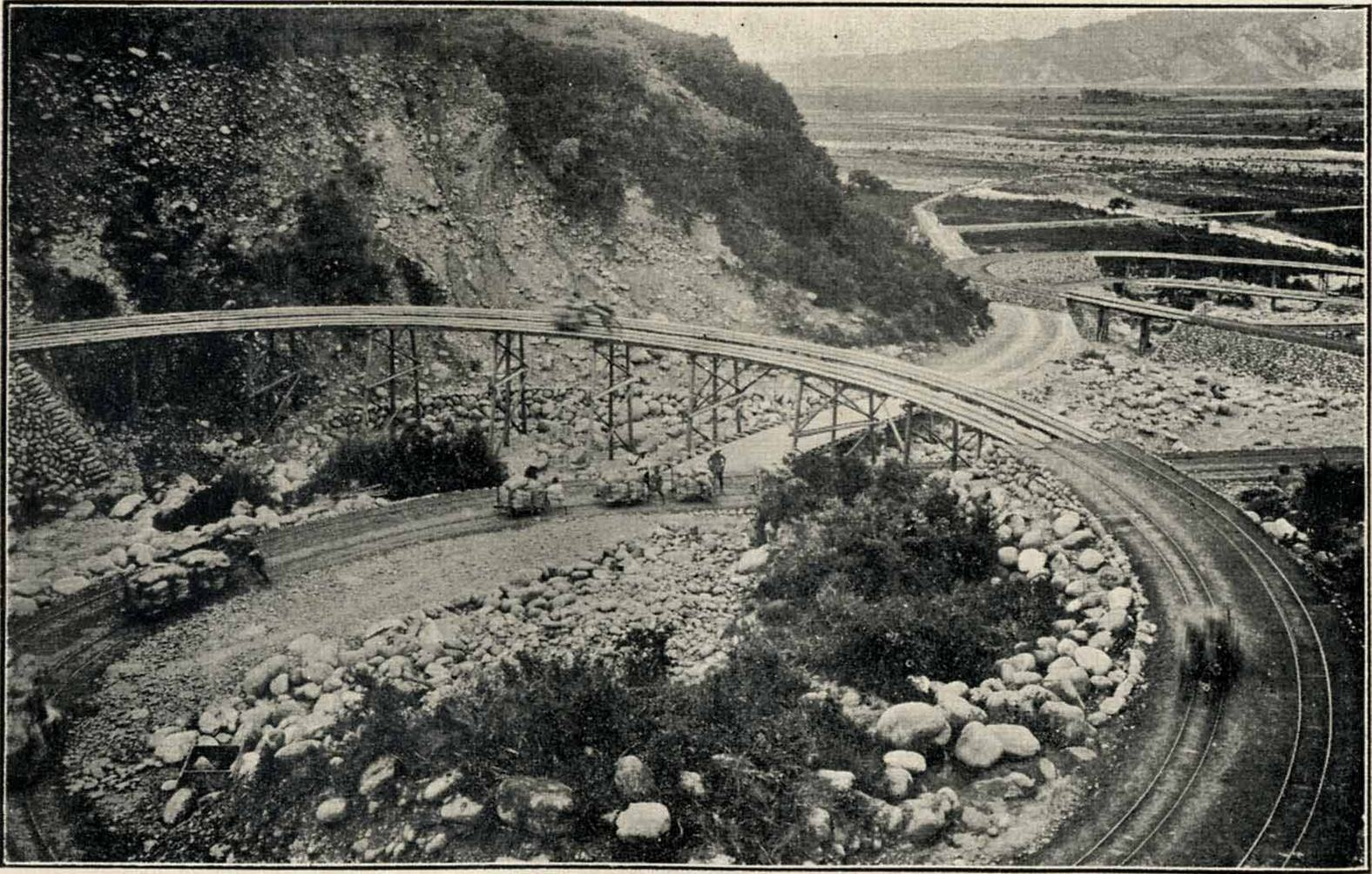
大安渓左岸に設置された軍事速成線

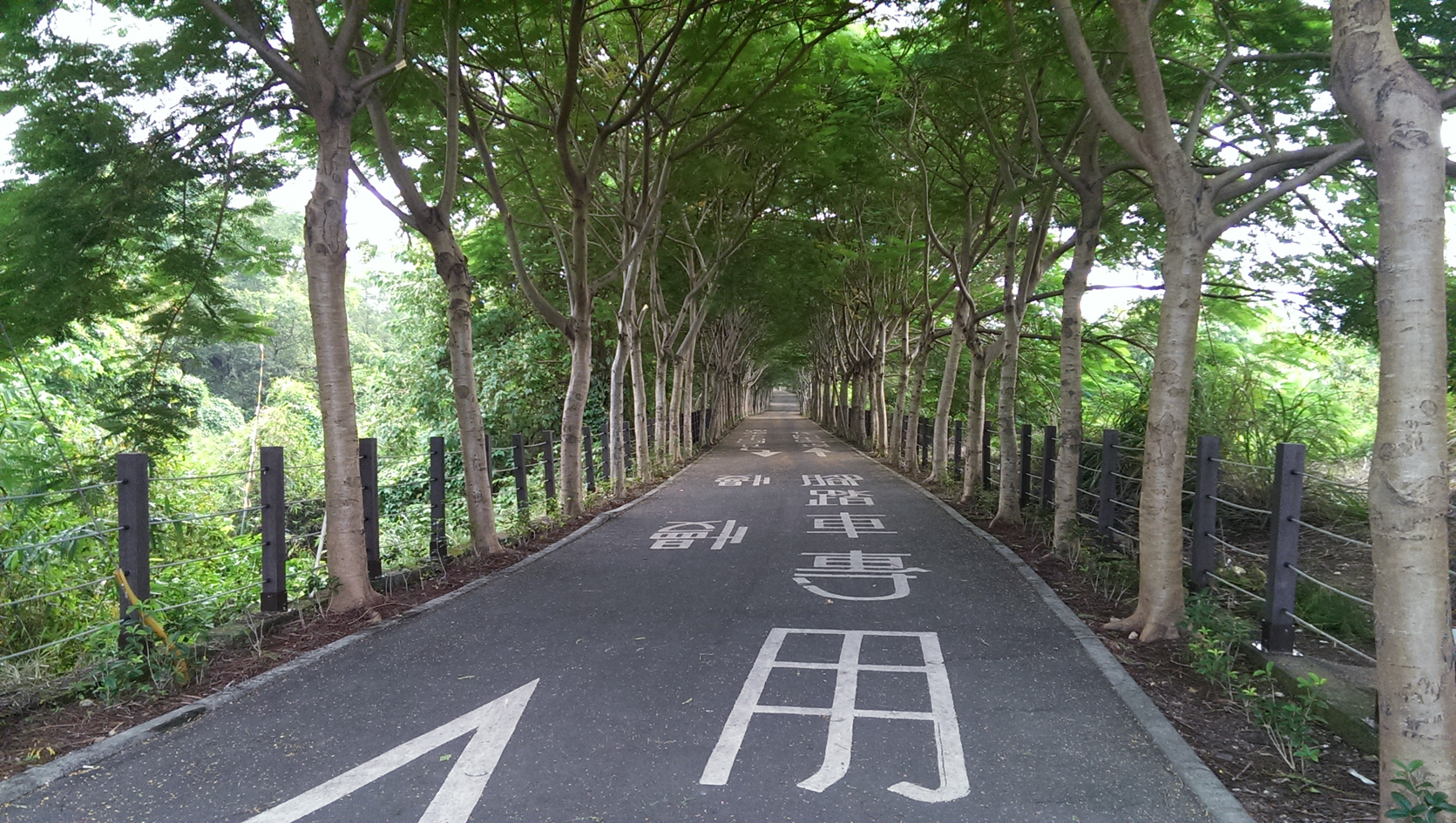
后里以南の軌道は自転車道として再生された。

旧山線（きゅうざんせん/きゅうやません、正体字: 舊山線、英文表記: Old Mountain Line）は、台湾鉄路管理局台中線（山線）の旧線区間を指す言葉。2010年6月5日から一時期は観光鉄道として営業を再開したが、現在列車は運行していない。一部区間で電動自転車式のレールバイクが走っているほか、トロッコ列車などによって2024年を目標に再度観光路線として復活させる動きが本格化した。中華民国行政院が選定した世界遺産の候補に挙がっている。

## 歴史
この区間は山岳地で資材搬入も困難なことから軍事速成線としての軽便鉄道と資材運搬線が先に建設されることになり、それらを用いて日本から持ち込まれた資材が搬入された。
軽便鉄道は9kgレール、軌間495mmの複線で(p275)、内社川と大安渓北岸までの支線があった(p276)。資材運搬線は本線と同じ軌間1,067mm(p276)。
- 1903年9月 - 苗栗～三叉河（現・三義駅）間が開通。
- 1904年5月17日 - 三叉河～伯公坑間の資材運搬線開業[7]
- 1905年5月15日 - 軍事速成線（軽便鉄道）三叉河～後里庄（現・后里駅）～葫蘆墩（現・豊原駅）間開通[1](p284)、同日に開業した蕃仔田 （現・隆田駅）～葫蘆墩間の縦貫線と連絡開始[8]。
- 1908年
  - 2月20日 - 三叉河～後里庄間開通に伴い軽便鉄道の後里庄以北廃止[1](pp285)、後里庄停車場を現在地に移転[9]。
  - 4月20日 - 後里庄～葫蘆墩間が開通し、縦貫線が全通。軽便鉄道の後里庄以南撤去[1](p276)。
- 1979年 - 台中線（山線）の全線電化工事完了。
- 1987年 - 豊原-成功間の複線化工事完了。
- 1991年11月15日 - 造橋～豊富間での鉄道事故。これにより新線建設が決定。
- 1997年10月7日 - 豊原～后里間の複線化工事完了。九号トンネルと大甲渓鉄橋を含む区間が廃止。
- 1998年
  - 9月18日 - 苗栗～南勢間の新線供用開始。
  - 9月23日 - 三義～后里間の旧山線の最終列車運行。
  - 10月11日 - 台中線全線複線化工事完了。
- 2005年4月17日 - 后里以南の路盤が自転車道『后豊鉄馬道（中国語版）』として再生[10]。
- 2010年6月5日 - 観光鉄道として復活再開。
- 2014年 - 観光鉄道としての復活運転終了[注釈 1]。
- 2018年
  - 7月 - 勝興～六号トンネル付近間の約6kmでレールバイク（軌道自転車）の試験営業開始。月内は苗栗県民のみが対象[11][3]。
  - 8月9日 - レールバイクのチケット販売を一般開放[14]。
- 2019年7月1日 - レールバイクが正式営業開始[15]。

## 使用車両
- CK124号機
- DT668号機
- R40号機（中国語版）
- 印度仔32200型通勤客車

## 文化資産
上記世界遺産候補地としてだけではなく、様々な施設が地方政府および中央政府の文化資産として保存・活用されている。
県市定古蹟
- 勝興駅 - 台湾十大土木史蹟にノミネート
- 泰安旧駅
- 龍騰断橋（魚藤坪断橋） - 台湾十大土木史蹟にも選定
- 魚藤坪鉄橋（龍騰鉄橋）[16]
- 内社川鉄橋[16]
- 大安渓鉄橋 - 台湾十大土木史蹟にノミネート

歴史建築
- 大甲渓鉄橋 - 台湾歴史建築百景にも選定

他
- 后里圳磚橋 - 台湾歴史建築百景に選定

|            |                    |
| 龍騰断橋   | 魚藤坪鉄橋（奥側） |
|            |                    |
| 内社川鉄橋 | 大安渓鉄橋         |

## レールバイク
勝興駅から6号トンネルまでの間はレールバイクとして再利用され、2018年に試験営業を開始後の1年間で約25万人の利用があり、2019年7月1日に正式営業を開始、将来的には台中市側まで延伸することを目標にしている。
| コース      | A    | B    | C    |
| ----------- | ---- | ---- | ---- |
| 料金（NT$） | 275  | 220  | 275  |
| 勝興駅      | 発着 | 〇   | -    |
| 龍騰駅      | 〇   | 発着 | 発着 |
| 魚藤坪鉄橋  | 〇   | -    | 〇   |
| 6号トンネル | -    | -    | 〇   |

## 駅一覧
| 駅名              | 駅名          | 駅名                          | 駅番号 | 駅間 キロ | 三義 累計 キロ | 基隆 累計 キロ | 等級 | 接続路線・備考                                                               | 所在地 | 所在地 |
| 日本語            | 繁体字中国語  | 英語                          | 駅番号 | 駅間 キロ | 三義 累計 キロ | 基隆 累計 キロ | 等級 | 接続路線・備考                                                               | 所在地 | 所在地 |
| ----------------- | ------------- | ----------------------------- | ------ | --------- | -------------- | -------------- | ---- | ---------------------------------------------------------------------------- | ------ | ------ |
| 三義駅            | 三義車站      | Sanyi Station                 | 140    | -         | 0.0            | 159.6          | 三等 | 台中線接続駅。旧名三叉河。                                                   | 苗栗県 | 三義郷 |
| 勝興駅            | 勝興車站      | Shengxing Station             | 141    | 5.0       | 5.0            | 164.6          | 廃止 |                                                                              | 苗栗県 | 三義郷 |
| 167信号場         | 167公里號誌站 | 167 Kiilometer Signal Station |        | 3.0       | 8.0            | 167.6          | 廃止 |                                                                              | 苗栗県 | 三義郷 |
| 龍騰駅 （魚藤坪） | 龍騰車站      | Longteng Station              |        |           | (8.3)          | 167.9          | 廃止 | 観光鉄道として復活再開に伴い龍騰断橋の近くに開業した簡易駅。営業は2010年のみ | 苗栗県 | 三義郷 |
| 泰安駅（旧）      | 泰安舊站      | Tai'an Station                | 142    | 5.6       | 13.6           | 173.2          | 廃止 | 復活再開後には終着駅となった。                                               | 台中市 | 后里区 |
| 后里駅            | 后里車站      | Houli Station                 | 143    | 2.3       | 15.9           | 175.5          | 三等 | 台中線接続駅。                                                               | 台中市 | 后里区 |
| 豊原北（信）      | 豐原北號誌站  | Fengyuan North Signal Station |        |           | 23.6           | 182.8          | 廃止 | 台中線接続駅。                                                               | 台中市 | 豊原区 |